# Prymnetes
Prymnetes longiventer
Genre
Prymnetes est un genre éteint de poissons osseux qui vivait au Crétacé supérieur. Son espèce type est Prymnetes longiventer.

## Description
L'holotype de Prymnetes longiventer mesure 53 cm et a été découvert dans les environs de Tuxtla Gutiérrez (État de Chiapas au Mexique). Sa forme générale est élancée et aucune ligne latérale n'a été observée.

## Publication originale
- (en) E. D. Cope, « On two extinct forms of Physostomi of the Neotropical region », Proceedings of the American Philosophical Society, Philadelphie, APS, vol. 12,‎ 3 mars 1871, p. 52-55 (ISSN 0003-049X et 2326-9243, OCLC 1480557, JSTOR 981667, lire en ligne).